# التشرد والصحة العقلية
في دراسة أجرِيت على المجتمعات الغربية، وُجد أن الأشخاص الذين لا مأوى لهم لديهم معدل أعلى لانتشار الأمراض العقلية، مقارنةً بعامة السكان، وأنهم أكثر عرضةً للمعاناة من إدمان الكحول والمخدرات، إذ تُشير التقديرات إلى أن 20-25٪ من الأشخاص الذين لا مأوى لهم، يعانون من أمراض نفسية وخيمة مقارنةً بنسبة 6٪ من الاشخاص غير المشردين.
ويقدر آخرون أن ما يصل إلى ثلث المشردين يعانون من أمراض عقلية، إذ وُجد ضمن أكبر مسح أجرِي على الإطلاق في يناير 2015 أن 564708  شخصًا كانوا بلا مأوى في ليلة معينة في الولايات المتحدة. إذ قُدِر هذا العدد بالإجماع بدءًا من عام 2014، اعتمادًا على الفئة العمرية المعنية، وكيفية تعريف التشرد، إذ إن 25٪ من المشردين الأمريكيين -140 ألف فرد- يعانون من مرض عقلي خطير ضمن وقت محدد من الزمن.
ويُصنّف المزيد من الأشخاص بلا مأوى إذا كانت هذه الأعداد سنوية وليست مؤقتة «في وقت معيّن». يعني التشرد المزمن أيضًا أن الأشخاص المصابين بأمراض عقلية أكثر عرضة لتجربة أزمات صحية كارثية تتطلب تدخلًا طبيًا أو تأهيلهم في منظومة العدالة الجنائية. لا يعاني غالبية المشردين من مرض عقلي، إذ لا توجد علاقة بين التشرد والصحة العقلية. بل يعاني المتشردون من ضغوط نفسية وعاطفية. ووُجِدت في دراسة أجرتها إدارة خدمات إساءة استخدام العقاقير والصحة العقلية  في عام 2010 أنّ 26.2  في المئة من الأشخاص المشردين الذين جرى إيواؤهم يعانون من مرض عقلي حاد. ووجدت الدراسات أن هنالك علاقة بين التشرد والسجن، إذ وُجد أن أولئك الذين يعانون من مرض عقلي أو مشكلات تعاطي المخدرات يُسجنون بوتيرة أعلى من عامة السكان. حدد فيشر وبريكي المرضى النفسيين المزمنين كأحد الأنواع الفرعية الأربعة الرئيسية للمشردين. والآخرون هم سكان الشوارع، ومدمنو الكحول المزمنين، والبائسين ظاهريًا.
كانت أول حالة موثقة لطبيب نفسي يعالج قضية التشرد والصحة العقلية في عام 1906 من قِبل كارل ويلمان.

## السياق التاريخي

### الولايات المتحدة
توجد أنماط واسعة من الإصلاح في الولايات المتحدة في تاريخ الرعاية النفسية للأشخاص المصابين بالأمراض العقلية. تُصنف هذه الأنماط حاليًا إلى ثلاث دورات إصلاح رئيسية. تشمل الدورة الأولى العلاج الأخلاقي والمصحات، وتتكون الثانية من حركة الصحة العقلية ومستشفى الأمراض النفسية (حكومي)، وتشمل الدورة الأخيرة مؤسسات الإصلاح والصحة النفسية المجتمعية.
إذ أقرّ جوزيف موريسي وهوارد جولدمان في مقال يتناول التطورات والإصلاحات التاريخية لعلاج المرضى عقليًا، بالتراجع الحالي للرعاية الاجتماعية العامة للمصابين بالأمراض العقلية. ويذكرون تحديدًا «أن القوى التاريخية التي أدت إلى الإخراج القسري للمرضى عقليًا من دور الرعاية إلى مستشفيات الأمراض العقلية الحكومية في القرنين التاسع عشر والعشرين انعكست الآن في أعقاب سياسات إلغاء المؤسسات الأخيرة».

### المصحات
ارتبط التركيز الإنساني خلال أوائل القرن التاسع عشر في سياق تحويل مخططات العلاج الأخلاقي بالتدخل العام في إنشاء المصحات أو مستشفيات الأمراض العقلية  لعلاج المرضى عقليًا. إذ انتشر النظام الذي ظهر في أوروبا في أمريكا ايضًا، وبمثابة إصلاح اجتماعي قائم على الاعتقاد بأن حالات الجنون الجديدة يمكن علاجها من طريق عزل المرضى في «مصحات صغيرة رعوية» للعلاج الإنساني. تهدف هذه المصحات إلى الجمع بين الرعاية الطبية والعلاج المهني وأنشطة التنشئة الاجتماعية والدعم الديني، وكل ذلك في بيئة دافئة.
كانت مصحة الأصدقاء (1817) ومأوى هارتفورد (1824) في أمريكا، من أوائل المصحات داخل القطاع الخاص، ولكن سرعان ما شُجِعت  المصحات العامة، مع دوروثيا ديكس بوصفها إحدى جماعات الضغط الرئيسية. إذ اعتمدت فعالية المصحات على مجموعة من الظروف الهيكلية والخارجية، والظروف التي بدأ المؤيدون في التعرف عليها كانت غير قابلة للاستمرار نحو منتصف القرن التاسع عشر. مثلًا، تحول الغرض الأصلي من المصحات بوصفها مرافق صغيرة مع انتشار المهاجرين في المناطق الصناعية، إلى استخدامها الفعلي بوصفها «مؤسسات احتجاز كبيرة» في أواخر أربعينيات القرن التاسع عشر. إذ أدى الازدحام الشديد إلى إعاقة القدرة العلاجية، ما أدى إلى فترة إعادة تقييم سياسية حول بدائل المصحات نحو سبعينيات القرن التاسع عشر. وسرعان ما قابل الغرض التشريعي للمصحات الحكومية الدور الذي وجهه المجتمع نحوه، إذ أصبحت مؤسسات لحماية المجتمع في المقام الأول، وللعلاج ثانيًا.